# Steve Morse
Steven J. Morse (ur. 28 lipca 1954 roku w Hamilton, w stanie Ohio) – amerykański gitarzysta rockowy, najbardziej znany jako członek grupy Deep Purple, do której dołączył w 1994 i zagrał na albumach Purpendicular, Abandon, Bananas, Rapture of the Deep, Now What?!, Infinite oraz Whoosh!. W latach 1986–1989 był członkiem zespołu Kansas, z którym nagrał albumy Power, In the Spirit of Things, a także wydany w 1998 roku koncertowy album King Biscuit Flower Hour Presents Kansas.
Gościnnie pojawił się również na koncertowej płycie zespołu Lynyrd Skynyrd wydanej w 1987 roku pod tytułem Southern by the Grace of God. Wcześniej grał w założonym przez siebie zespole Dixie Grit, przemianowanym na Dixie Dregs, a potem The Dregs. Będąc osobą leworęczną, gra na zwykłych gitarach tak jak praworęczna. Jego styl gry określany jest jako:  rock, blues, jazz i country/bluegrass.
Od 2012 roku występuje także w formacji Flying Colors.
W 2022 Steve Morse opuścił zespół Deep Purple. Pod koniec marca zmuszony był tymczasowo zrezygnować z koncertowania z powodu problemów zdrowotnych żony, u której zdiagnozowano raka. 23 lipca 2022 Morse wydał oświadczenie o swoim odejściu z zespołu.

## Dyskografia
| Albumy solowe - Introduction (1984) - Stand Up (1985) - High Tension Wires (1989) - Southern Steel (1991) - Coast To Coast (1992) - Structural Damage (1995) - StressFest (1996) - Major Impacts (2000) - Split Decision (2002) - Major Impacts 2 (2004) - Prime Cuts (2005) - Out Standing in Their Field (2009) |  | Deep Purple - Purpendicular (1996) - Abandon (1998) - Bananas (2003) - Rapture of the Deep (2005) - Now What?! (2013) - Infinite (2017) - Whoosh! (2020) Living Loud - Living Loud (2004) - Live in Sydney 2004 (2004) |

## Filmografia
- Highway Star: A Journey in Rock (2007, film dokumentalny, reżyseria: Craig Hooper)[7]